# Ron Ainge
Ronald Percy „Ron“ Ainge (* 5. August 1920 in Pontardawe; † März 2008 in Newport) war ein walisischer Fußballspieler.

## Karriere
Ainge spielte beim AFC Llanelly, bevor er im Oktober 1946 einen Profivertrag beim in der Football League Second Division spielenden Klub AFC Newport County unterschrieb. Das Team hatte in den vorangegangenen Wochen teils deutliche Niederlagen hinnehmen müssen, darunter eine 0:13-Niederlage bei Newcastle United. Ainge war einer von vier neuen Spielern, die eine Woche nach dem Newcastle-Spiel gegen Swansea Town (Endstand 2:4) auf dem Platz standen. Bis Anfang November kam Ainge als Linksaußen zu insgesamt fünf Ligaauftritten, in denen lediglich beim 1:0-Sieg gegen den FC Bury ein Punktgewinn gelang. Bereits im Dezember 1946 kehrte er zunächst leihweise, später permanent zu Llanelly zurück. Newport stieg derweil am Saisonende als Tabellenletzter in die Third Division South ab, im Saisonverlauf hatte Trainer Tom Bromilow in 42 Partien insgesamt 41 verschiedene Spieler eingesetzt.
Ainge war in den folgenden Jahren wahlweise als Mittelstürmer oder rechter Außenstürmer für Llanelly aktiv, die in der Southern League und der Welsh League spielten. 1949 stand er mit dem Klub im Finale um den Welsh League Cup, im FA Cup 1950/51 scheiterte er mit dem Team in der ersten Hauptrunde erst im zweiten Wiederholungsspiel nach Verlängerung an den Bristol Rovers. Drei Jahre später stand er auch bei der 0:3-Niederlage im Erstrundenspiel des FA Cups 1953/54 bei Northampton Town auf dem Platz. Bis Mai 1952 hatte Ainge Llanelly für acht Jahre als Profi angehört und war in den vorangegangenen fünf Spielzeiten bester Torschütze des Vereins gewesen, als er sich auf die Transferliste setzen ließ. Er blieb in der Folge dennoch weiterhin bei Llanelly und war auch in der Saison 1953/54 bester Torjäger Llanellys, im Mai 1954 erhielt er gemeinsam mit Eddie Davies für seine langjährige Vereinszugehörigkeit ein Benefizspiel. Der Partie gegen eine All Star XI um Ivor Allchurch und Trevor Ford wohnten 12.000 Zuschauer bei und Ainge erzielte bei der 2:7-Niederlage beide Tore seines Teams. Ainge war noch bis 1955 für Llanelly aktiv, wenn auch in seiner letzten Saison sporadischer.